# Gabriel Suprun
Gabriel Georg Suprun (* 2. Mai 2002) ist ein österreichischer Fußballtorwart.

## Karriere
Suprun begann seine Karriere beim SV Rothenthurn. Zur Saison 2011/12 wechselte er zum Villacher SV. Zur Saison 2016/17 wechselte er in die Akademie des SK Sturm Graz. Zur Saison 2019/20 rückte er bei Sturm in den Kader der Amateure, für die er allerdings nie zum Einsatz kommen sollte. Zur Saison 2021/22 wurde er an den Regionalligisten SV Spittal/Drau verliehen. Für Spittal kam er jedoch nicht zum Einsatz, lediglich für die Reserve Spittals spielte er einmal in der 1. Klasse.
Im Februar 2022 wurde die Leihe vorzeitig beendet und Suprun wechselt weiter leihweise zum Zweitligisten Grazer AK. Sein Debüt und zugleich seinen einzigen Einsatz für den GAK in der 2. Liga machte er im Mai 2022, als er am 30. Spieltag der Saison 2021/22 gegen den SV Lafnitz in der 89. Minute für Jakob Meierhofer eingewechselt wurde.
Zur Saison 2022/23 wechselte Suprun weiter innerhalb der 2. Liga zum SV Lafnitz.